# Isla Testigo Grande
Isla Testigo Grande es el nombre de una isla rocosa en la Antillas Menores que se destaca por ser la más grande del archipiélago Español de Los Testigos, en el sureste del Mar Caribe entre Isla Conejo (al este) e Isla Iguana (al Oeste). Administrativamente depende de la entidad conocida como Dependencias Federales que agrupa a las islas venezolanas no integradas en ninguno de los estados y administradas directamente por el gobierno central. Posee 5,5 kilómetros de largo y un altura máxima de 412 metros.
En la isla tiene su sede una Estación de Guardacostas de la Armada de Venezuela.
Está ubicada en las coordenadas geográficas 11°23′00″N 63°07′00″O / 11.38333, -63.11667